# Kolombangaramonark
Kolombangaramonark (Symposiachrus browni) är en fågel i familjen monarker inom ordningen tättingar.

## Utbredning och systematik
Kolombangaramonark förekommer i Salomonöarna och delas upp i två underarter med följande utbredning:
- S. b. browni – Kolombangara, Vonavona, Kohinggo, New Georgia och Vangunu
- S. b. meeki – Rendova och Tetipari

Tidigare inkluderades vellalavellamonarken (S. nigrotectus) i arten.

## Status
IUCN kategoriserar arten som nära hotad, men inkluderar vellalavellamonarken i bedömningen.